# Ottavio Crepaldi
Ottavio Crepaldi (né le 21 mai 1945 à Taglio di Po) est un coureur cycliste italien. Professionnel de 1969 à 1979, il remporte le GP Montelupo en 1971 et des étapes du Tour de Suisse, du Tour des Pouilles et du Tour de Catalogne. En 1978, il fait partie de l'équipe d'Italie aux championnats du monde.

## Palmarès

### Palmarès amateur
- 1967
  - 3e du Gran Premio Carlo Mocchetti
- 1968
  - 13e étape du Tour de Colombie
  - Piccola Tre Valli Varesine
  - 3e du Tour de la Vallée d'Aoste
  - 3e du Trofeo Alberto Triverio

### Palmarès professionnel
- 1969
  - 2e du Grand Prix de l'industrie et du commerce de Prato
- 1970
  - 3e du Grand Prix de Francfort
- 1971
  - Prologue du Tour d'Italie (contre-la-montre par équipes)
  - GP Montelupo
- 1975
  - 2e étape du Tour de Suisse
- 1976
  - 5e étape du Tour des Pouilles
- 1978
  - 2e du GP Montelupo
- 1979
  - 2e étape secteur a du Tour de Catalogne
  - 2e de la Coppa Bernocchi

## Résultats sur les grands tours

### Tour de France
1 participation
- 1971 : 25e

### Tour d'Italie
9 participations
- 1969 : 52e
- 1971 : 50e, vainqueur du prologue (contre-la-montre par équipes)
- 1972 : abandon
- 1973 : abandon (19e étape)
- 1974 : abandon
- 1975 : 31e
- 1976 : non-partant (3e étape)
- 1977 : 30e
- 1978 : 17e

### Tour d'Espagne
1 participation
- 1975 : 16e